# Grafico a mosaico

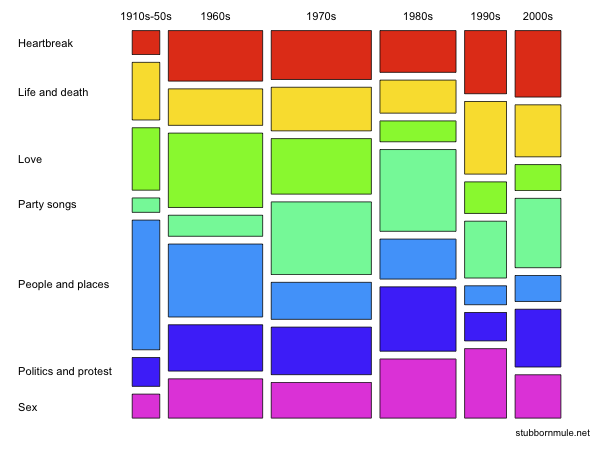

Il Grafico a mosaico (in inglese mosaic plot) è un metodo grafico per visualizzare i dati da 2 o più variabili qualitative. 
È l'estensione multidimensionale degli "spineplot", che mostrano graficamente la stessa informazione per una sola variabile. Dà una panoramica dei dati e rende possibile riconoscere relazioni tra differenti variabili. 
Il grafico a mosaico fu introdotto da Hartigan e da Kleiner nel 1981 ed espansa da Friendly nel 1994.